# اومایاالپورام
اومایاالپورام (به لاتین: Umayaalpuram) یک منطقهٔ مسکونی در سری‌لانکا است که در استان شمالی (سری‌لانکا) واقع شده‌است.